# Dexter (New York)
Dexter è un villaggio degli Stati Uniti d'America, situato nello stato di New York, nella contea di Jefferson.